# عبدالله بن عامر
عبدالله بن عامر حاکم بصره، متولد به سال ۴ هجری/۶۲۶ میلادی در مکه و از تیره عبدالشمس قریش است. وی پسردایی خلیفه سوم، عثمان بن عفان بود.

## دوران خلافت عثمان
در سال ۲۹ هجری/ ۵۰–۶۴۹ میلادی عبدالله به دلیل نارضایتی مردم از ابوموسی اشعری از طرف عثمان، جانشین وی در امارت بصره گردید و مدت کوتاهی پس از آن فتوحات را در فارس کامل کرد و استخر، دارابگرد و جور (فیروزآباد کنونی) را فتح کرد. در سال ۳۱–۳۰ هجری/۶۵۱ میلادی وی به سمت خراسان پیش روی نمود و هپتالیان را شکست داد و تمامی مناطق آسیای میانه تا حدود مرو و بلخ را گشود و هرات را نیز در سال ۳۲ هجری/۶۳۵ میلادی تصرف کرد.در اکثر این فتوحات خود وی فرمانده سپاه نبود و در مرو حضور داشت و لشکریان را به جنگ می فرستاد؛در بیشتر جنگ ها احنف بن قیس فرمانده سپاه بود.وی پس از آن قیس بن هیثم را جانشین خود در خراسان کرد و به حج رفت و در آنجا بذل و بخشش‌های بسیار زیادی را به مهاجرین و انصار عطا کرد و پس از آنکه خراسان را به دست نائبان خودش سپرد، به بصره بازگشت. در سال ۳۵ هجری/۶۵۶ میلادی وی تلاشهای بی‌نتیجه‌ای برای دفاع از عثمان انجام داد.

## دوران خلافت علی و معاویه
پس از آن به طلحه و زبیر و عایشه در بصره در جنگ با علی پیوست. پس از شکست در جنگ جمل، مردانی از قبیله بنی حرقوص وی را پناه دادند و پس از آن عبدالله به دمشق رفت و به معاویه پیوست. در سال ۴۱ هجری/۶۶۱ میلادی، وی از نمایندگانی بود که معاویه آنها را برای مذاکره با حسن بر سر صلح فرستاد و در پایان همان سال، عبدالله دوباره امیر بصره گردید. در سالهای ۴۳–۴۲ هجری، نائبان عبدالله در خراسان، آن منطقه و سیستان را که در زمان جنگهای داخلی دوران علی از کنترل اعراب خارج شده بود و از کف رفته بود، دوباره فتح نمودند و لشکری نیز به سند فرستاده شد. نرمش عبدالله بن عامر در برخورد با سران قبایل، از سوی معاویه خطرناک تلقی می‌گشت و به خاطر همین موضوع، معاویه در سال ۴۴ هجری/۶۶۴ میلادی، وی را عزل کرده و فردی سخت گیرتر را به جای وی در بصره گماشت. بعد از آن عبدالله فعالیت سیاسی نداشت و در سال ۵۷، ۵۸ یا ۵۹ هجری/۶۸۰ میلادی در مکه درگذشت.

## فعالیتها
عبدالله بن عامر نه تنها به خاطر توانایی‌های لشکرکشی و نظامی، بلکه به خاطر بخشش، قابلیتهای فردی و کارهای عام‌المنفعه متعدد، مورد ستایش قرار گرفته‌است. در منابع از احداث مجرای آب در بصره و اباله، کشت و زرع در قریتین و نهاج و بهبود آب رسانی به زائرین در عرفه توسط وی سخن گفته شده‌است.